# Charlton Heston
Pour les articles homonymes, voir Heston.
John Charlton Carter,, dit Charlton Heston [ˈt͡ʃɑɹltən ˈhɛstən], est un acteur, réalisateur et scénariste américain né le 4 octobre 1923 à Evanston (Illinois) et mort le 5 avril 2008 à Beverly Hills (Californie).
Devenu une légende du cinéma à la suite de sa prestation dans le film Ben-Hur (1959), pour laquelle il obtient l'Oscar du meilleur acteur, Charlton Heston est l'un des symboles du cinéma américain des années 1950 et des années 1960.
Il a associé son nom aux plus grandes superproductions de Hollywood de cette époque, telles que Les Dix Commandements (1956), Ben-Hur (1959), Le Cid (1962) ou Les 55 Jours de Pékin (1963), avant de s'illustrer dans des films d'anticipation dont les plus connus sont La Planète des singes (1968), Le Survivant (1971) et Soleil vert (1973). Il a également été l'un des pionniers du genre des films catastrophes avec 747 en péril (1974) et Tremblement de terre (1974).
Par son impressionnante carrure et son visage dur, Charlton Heston fut l'interprète idéal tout au long de sa carrière de personnages virils et, la plupart du temps, honnêtes et bons.
Au-delà de sa carrière au cinéma, il s'engage politiquement contre le racisme et devient l'une des figures hollywoodiennes du Mouvement des droits civiques dans les années 1960. Il s'engage par la suite auprès du Parti républicain et, à la fin de sa vie, milite au sein de la NRA pour le droit du port d'armes à feu.
Atteint de la maladie d'Alzheimer dès 2002, il décide de mettre fin à toute activité cinématographique et politique. En 2003, le président George W. Bush lui décerne la médaille présidentielle de la Liberté, la plus haute distinction civile américaine.

## Biographie

### Jeunesse et débuts
Charlton Heston naît à Evanston, juste au nord de Chicago dans l'Illinois. Sa famille est d'ascendance anglaise et écossaise ; il était d'ailleurs un membre du clan Fraser. Il monte sur les planches pour la première fois à l'âge de 5 ans et incarne le père Noël dans une pièce organisée dans son école. Sa passion le conduit alors à étudier la comédie à l'université Northwestern. Il décroche son premier rôle au grand écran en 1941 dans Peer Gynt, film réalisé par un camarade de son université.
Le 11 décembre 1942,, il s’engage dans l'Air Force et n’est incorporé qu’un an plus tard, en janvier 1944. Il reçoit d’abord une formation sur le sol américain. Il épouse Lydia Clarke le 17 mars 1944, quelques semaines avant de partir deux ans en tant que sergent à bord d'un bombardier B-25 pendant la guerre du Pacifique. Basé sur l'île Kodiak, il participe à la campagne des îles Aléoutiennes. Il est démobilisé en mars 1946. Le couple a un fils, Fraser, né le 12 février 1955 ; ils adoptent une petite fille, Holly Ann, née le 8 février 1961.
Il revient à Broadway après la guerre et multiplie les petits rôles et boulots. Des traits spécifiques et sa taille de 1,89 m lui permettent un emploi de modèle.[réf. souhaitée]

### Carrière

#### Cinéma
En 1947, Charlton Heston joue à Broadway dans une pièce de William Shakespeare, Antoine et Cléopâtre. Le réalisateur Cecil B. DeMille le remarque et lui confie un premier rôle en tant que directeur de cirque dans le long métrage Sous le plus grand chapiteau du monde (1952).

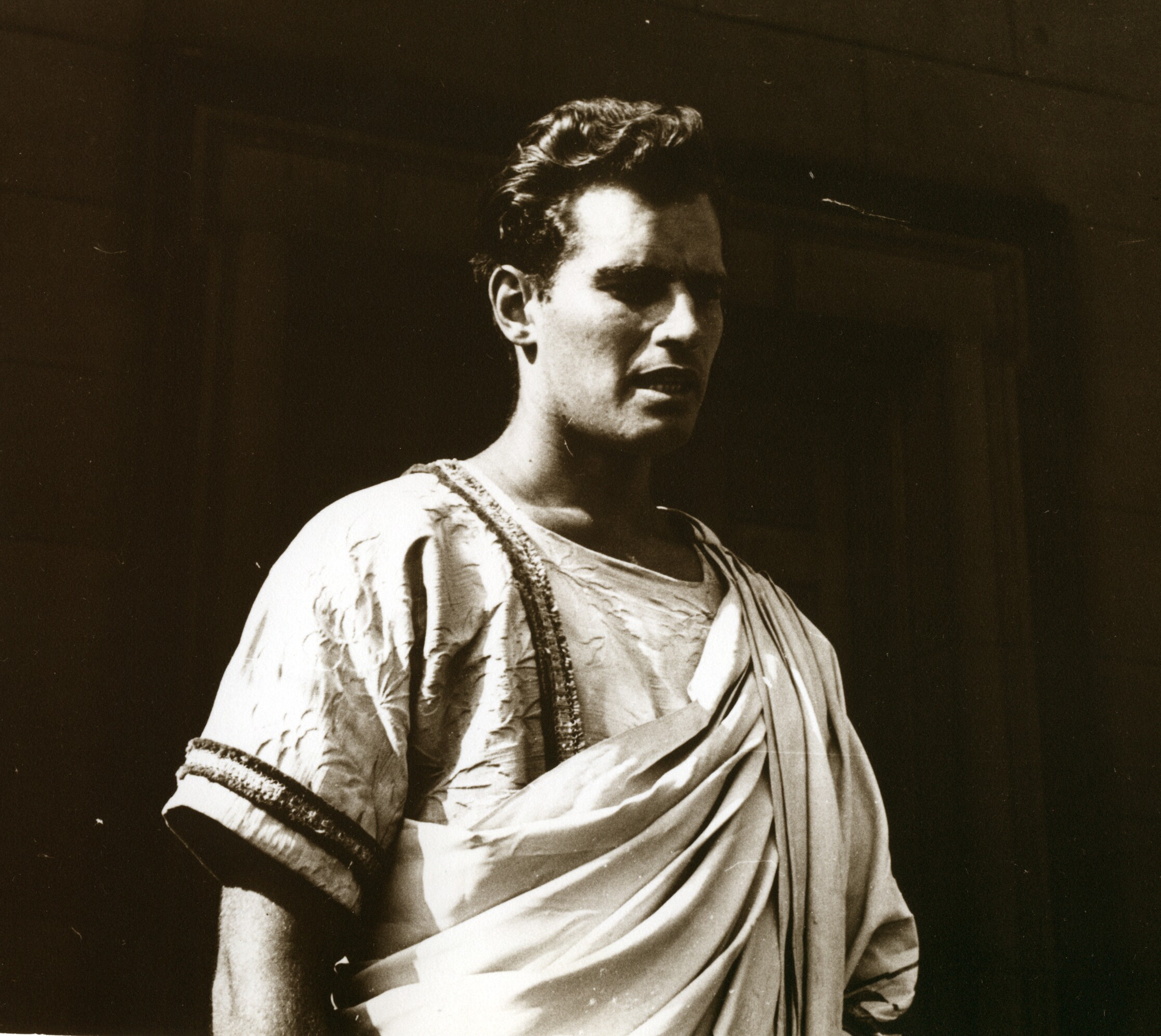
Charlton Heston dans Julius Cæsar (1950).

Il devient rapidement l'acteur spécialiste des rôles historiques dans les grandes superproductions d'Hollywood des années 1950 et 1960. Cette spécialisation lui vient de sa carrure athlétique et de son visage aux traits fermes et réguliers. Ainsi, au cours de sa carrière Charlton Heston a été successivement Moïse, Le Cid, saint Jean Baptiste, Marc-Antoine (à deux reprises), le général Gordon, le président Jackson, le roi Henri VIII et Richelieu.

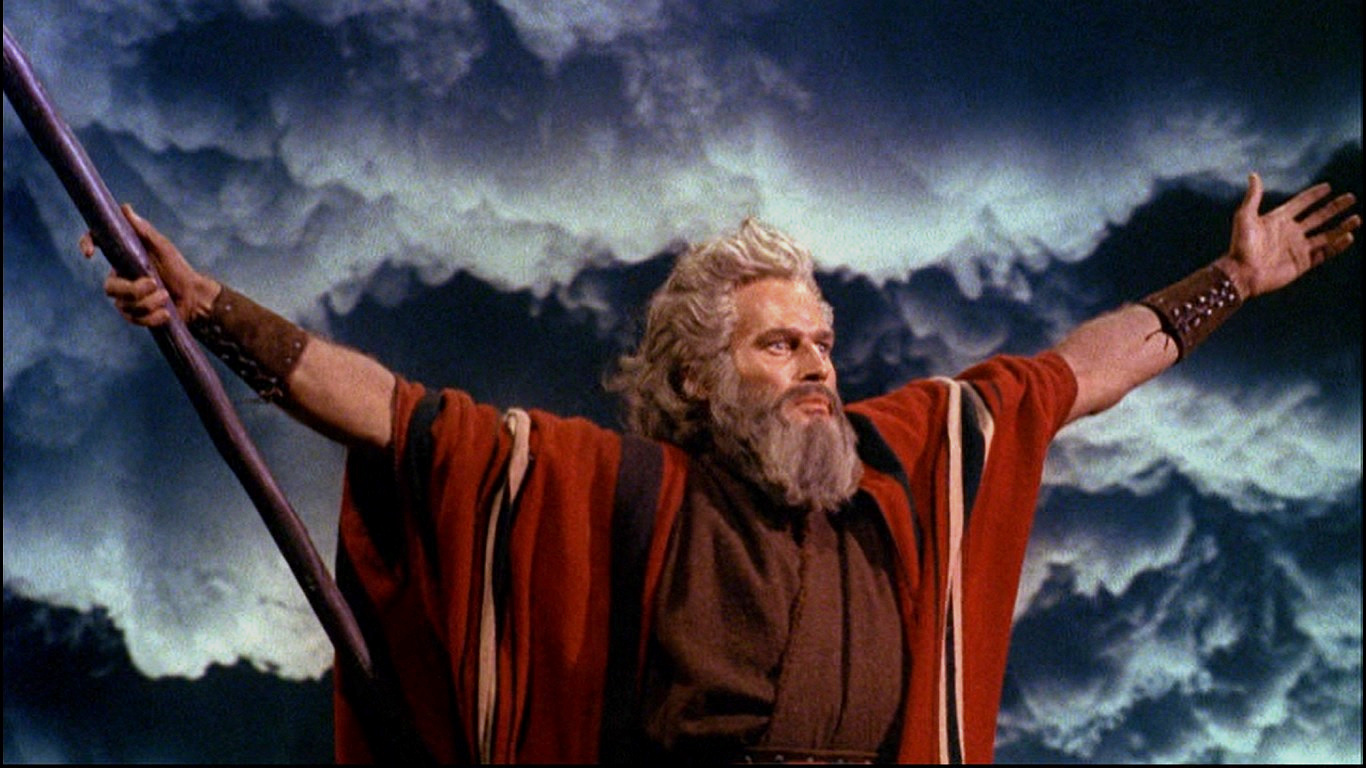
Charlton Heston est Moïse dans Les Dix Commandements (1956).

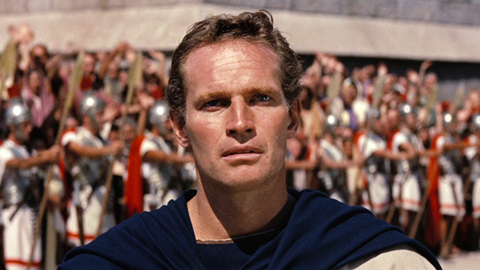
Dans Ben-Hur (1959).

En 1956, il obtient la consécration et l’acteur devient célèbre avec sa participation au film Les Dix Commandements de Cecil B. DeMille, puis avec Ben-Hur (1959) de William Wyler pour lequel il obtient l'Oscar du meilleur acteur. Les autres films que sont Le Cid (1961), Les 55 Jours de Pékin (1963) et Antoine et Cléopâtre (1972) (qu'il met lui-même en scène) confirment son intérêt pour les films à grand spectacle.
En 1958, dans La Soif du mal mis en scène par Orson Welles, Charlton Heston apparaît dans le rôle inattendu d'un commissaire mexicain honnête, Ramon Miguel « Mike » Vargas, face à son homologue américain, Hank Quinlan (interprété par Orson Welles), personnage énorme, bouffi, véreux et manipulateur. Ce film est une exception noire, baroque, unique — comme sont uniques la moustache et les cheveux noirs qu'il arbore — dans sa carrière où l'acteur, loin des fastes bibliques, historiques et épiques, peut montrer une dimension humaine plus moderne.
Par la suite, le genre cinématographique du « grand spectacle » s'essouffle, mais Charlton Heston réussit au début des années 1970 une reconversion dans les films d'anticipation. Dans Le Survivant (1971), deuxième adaptation du roman Je suis une légende de Richard Matheson, seul rescapé d'une terre dévastée par le vampirisme, il doit chaque nuit renouveler un éternel combat pour la survie. Il joue aussi dans Soleil vert (1973) de Richard Fleischer, mettant en scène un monde dystopique et surpeuplé. Dans cette seconde carrière, son film le plus célèbre reste La Planète des singes (1968) de Franklin J. Schaffner où il tient une fois de plus le rôle principal.

#### Théâtre
Charlton Heston a débuté au théâtre et ne l’abandonne jamais, dégageant toujours pour lui quelques mois entre deux tournages.
Il joue ainsi à plusieurs reprises le rôle titre de Macbeth de William Shakespeare aux Bermudes, dans le Michigan et, en 1975 à Los Angeles, avec Vanessa Redgrave dans le rôle de Lady Macbeth.
En 1972 à Los Angeles, il joue le rôle de John Proctor dans The Crucible d’Arthur Miller. Il joue également à plusieurs reprises le rôle de Thomas More dans Un homme pour l’éternité de Robert Bolt.
En 1977, il est James Tyrone dans Le long voyage vers la nuit de Eugène O’Neill avec Deborah Kerr, puis le The Crucifier of Blood d’après Arthur Conan Doyle et Detective Story de Sidney Kingsley.
À Londres, il reçoit de très bonnes critiques dans deux pièces : The Caine Mutiny d’Herman Wouk où il joue le rôle du capitaine Queeg avec Ben Cross dans le rôle du lieutenant Greenwald en 1985 et de nouveau Un homme pour l’éternité en 1987. En 1989, à la demande des autorités chinoises il dirige à Pékin une version en chinois de The Caine Mutiny.
Sa dernière pièce est Love Letters d'Albert Ramsdell Gurney avec sa femme Lydia, pièce qu’il avait jouée auparavant avec d’autres comédiennes.

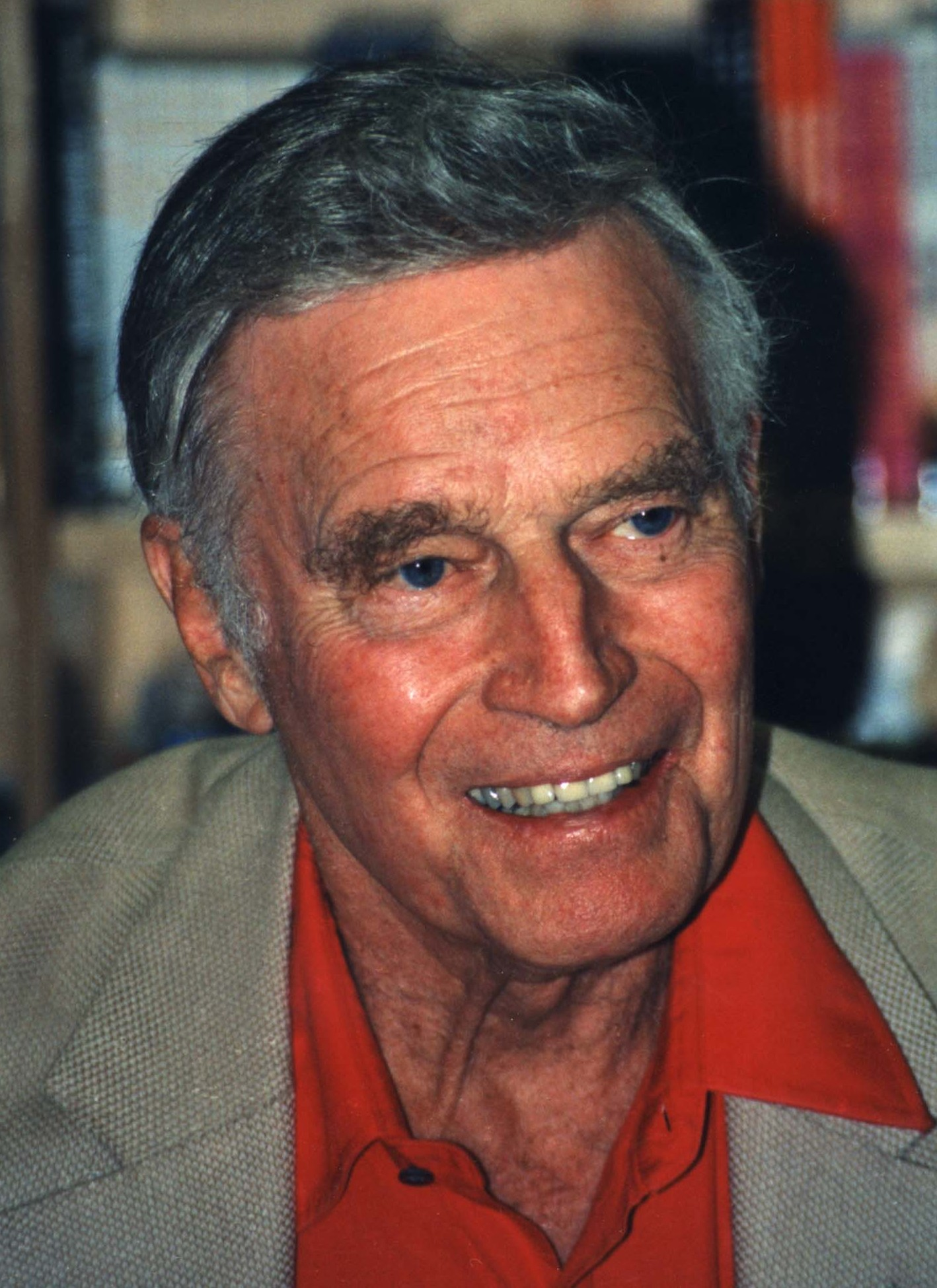
Charlton Heston en 1997.

### Maladie et mort
En 1998, on diagnostique à Charlton Heston un cancer de la prostate, mais l'acteur connaît une rémission après quelques séances de radiothérapie.
En août 2002, il révèle au grand public qu’il est atteint de la maladie d'Alzheimer. En 2005, des rumeurs font état de l’aggravation de la maladie, mais celles-ci ne sont jamais confirmées par la famille. En 2006, la progression de la maladie fait craindre à sa famille que ses jours ne soient comptés.
Il meurt le 5 avril 2008 à l’âge de 84 ans, dans sa maison de Beverly Hills auprès de sa femme Lydia.

## Engagement politique

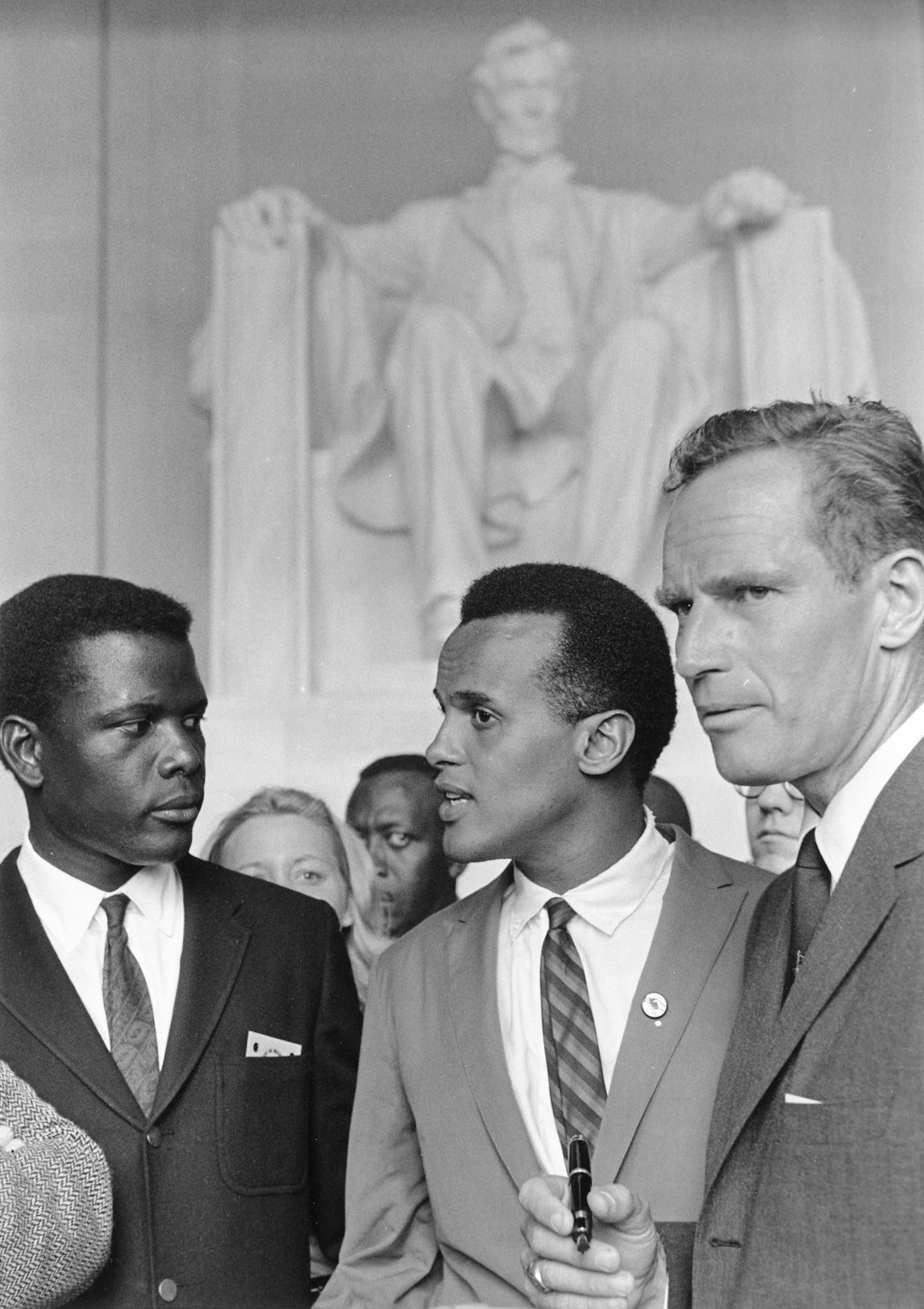
Charlton Heston lors de la marche pour les droits civiques à Washington (1963), en compagnie de Sidney Poitier (à g.) et Harry Belafonte (centre).

Charlton Heston s'est engagé pour de nombreuses causes tout au long de sa carrière.
Il s’engage ainsi dans les années 1960 en faveur du mouvement des droits civiques et participe à la marche sur Washington en 1963 avec Martin Luther King.
Membre de la Screen Actors Guild, un syndicat d’acteur, il est élu au comité directeur en 1960 puis en devient le troisième vice-président en 1961 et président pendant six mandats successifs, de 1965 à 1971.
À cette époque, il dut faire face au problème des films tournés à l'étranger pour être diffusés aux États-Unis et contribua à le résoudre. En 1968, il soutient le « Senate Bill 393 », une proposition de loi de Ronald Reagan, alors gouverneur de Californie, permettant de supprimer une taxe sur l’industrie cinématographique. À la fin de 1969, Heston défend devant le Congrès des États-Unis l'instauration d'une taxe pour la création d’une redevance télévisée, afin de renforcer la production nationale et la qualité des programmes télévisés.

Charlton Heston aux côtés du président des États-Unis Ronald Reagan, au cours d'une réunion à la Maison-Blanche en 1981.

Il soutient trois candidats démocrates à la présidentielle (notamment Adlai Stevenson contre Dwight Eisenhower et John Kennedy contre Richard Nixon) avant de devenir républicain en 1972, avec le soutien de son ami l'ancien acteur Ronald Reagan. Ses positions politiques évoluent ensuite nettement vers la droite. À la suite de l’élection de Ronald Reagan, Charlton Heston accepte de devenir « conseiller culturel » auprès du président en 1981.
En 1987, connu pour son engagement en faveur du mouvement pro-vie, il soutient le film de Bernard Nathanson, Eclipse of Reason (en) contre l’avortement en faisant l’introduction du film.
Il est également membre honoraire à vie de la National Rifle Association (NRA), dont il a été le président de 1998 à 2003. Cette association, pour laquelle Charlton Heston s’est beaucoup impliqué en participant notamment à de nombreux clips télévisuels, défend avec acharnement le deuxième amendement à la Constitution américaine autorisant la possession d’armes à feu pour les particuliers. La présidence de Charlton Heston à la NRA sera marquée par un combat contre la présidence de Bill Clinton, qui voulait restreindre la possession des armes à feu, et par un entretien de Michael Moore dans le documentaire Bowling for Columbine, dernière apparition de l'acteur à l'écran.
En juillet 2003, il reçoit du président George W. Bush la médaille présidentielle de la Liberté, l’une des plus hautes distinctions civiles américaines.

## Filmographie

### Acteur

#### Années 1940

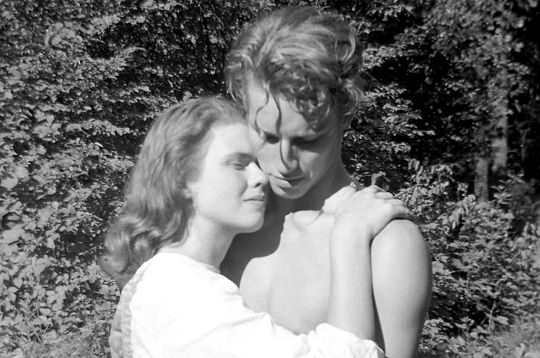
Charlton Heston et Katharine Bradley dans Peer Gynt (1941).

- 1941 : Peer Gynt (film amateur en format 16 mm) de David Bradley : Peer Gynt

#### Années 1950

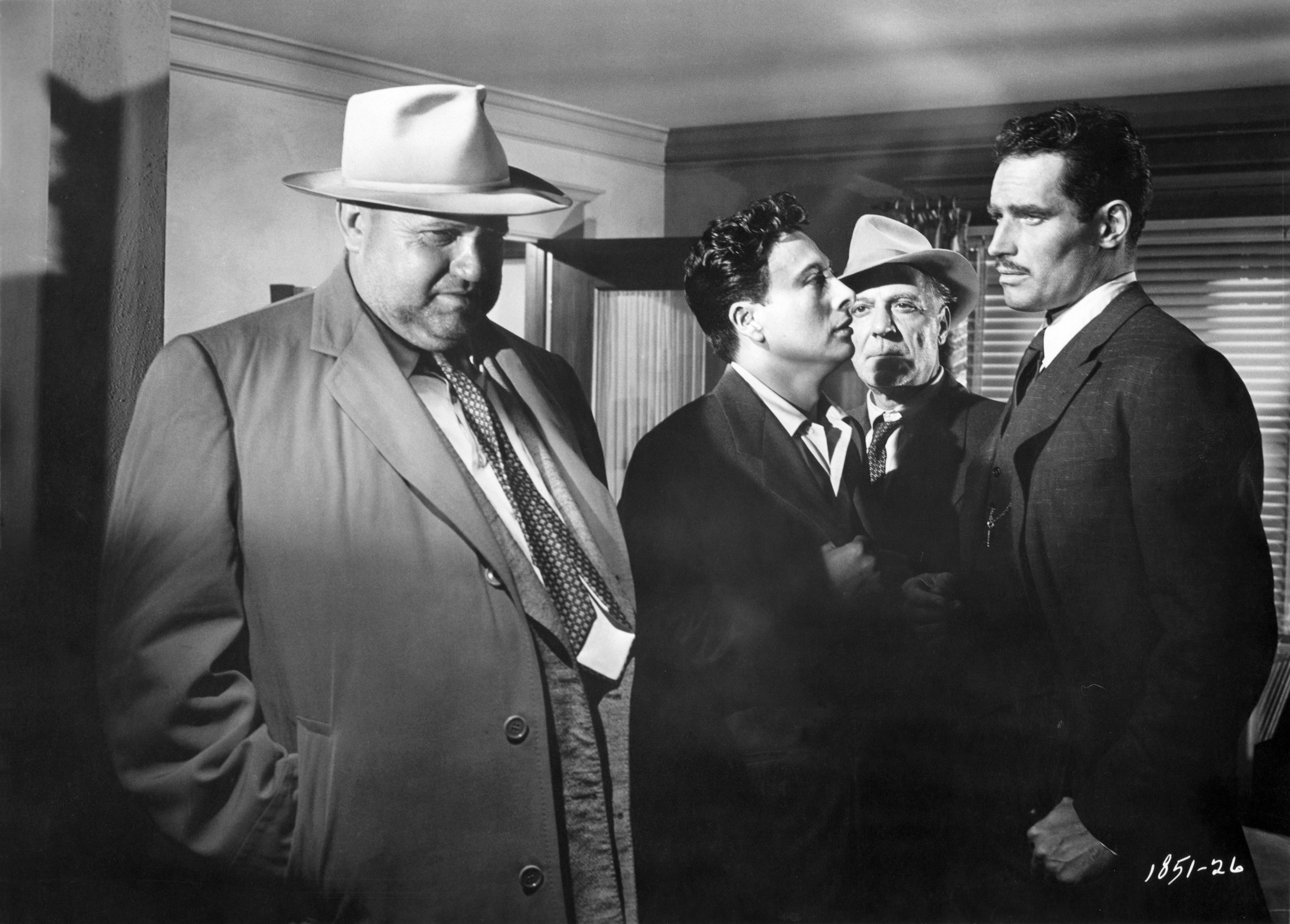
Orson Welles, Victor Millan, Joseph Calleia et Charlton Heston dans La Soif du mal (1958).

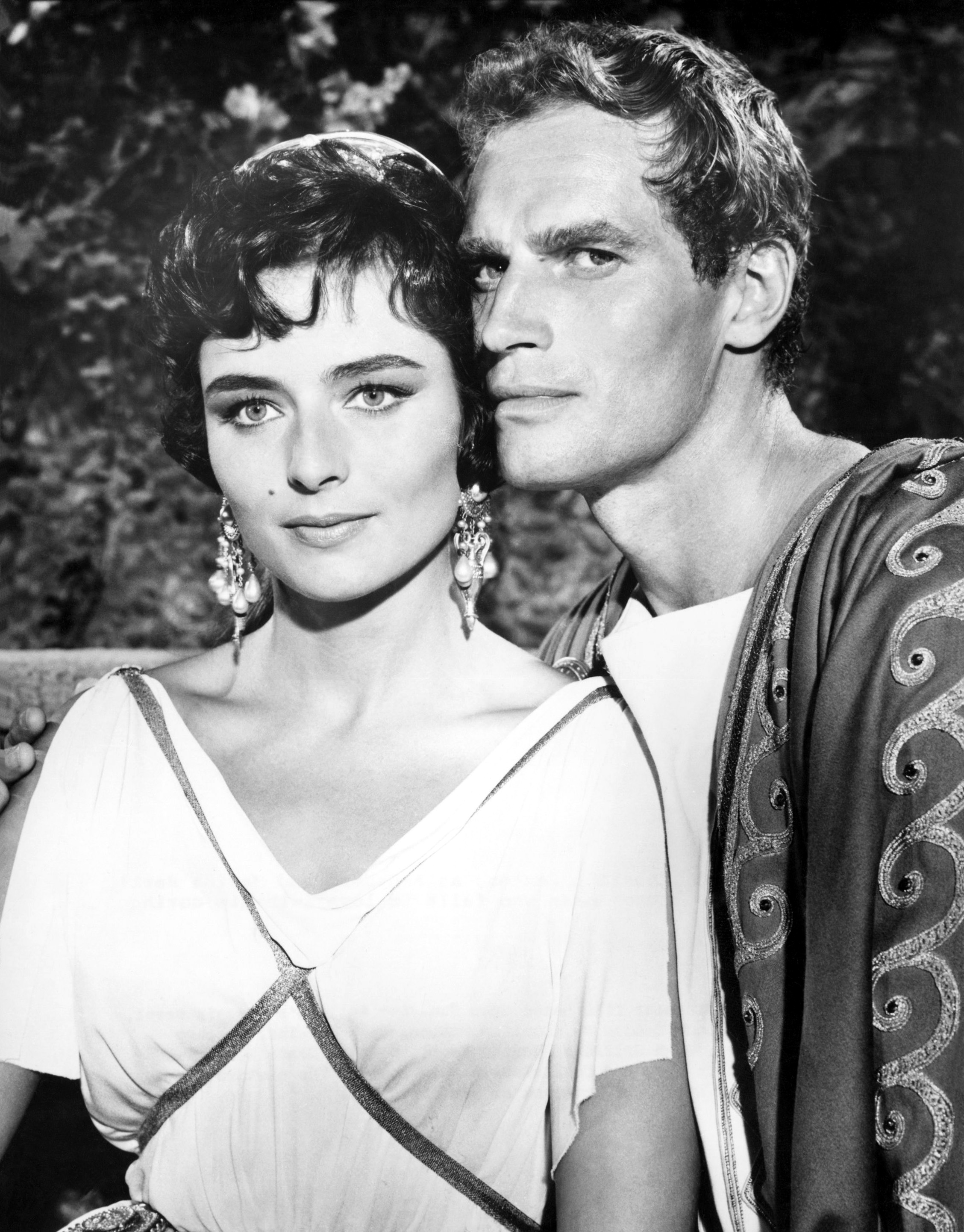
Avec Marina Berti dans Ben-Hur (1959).

- 1950 : Julius Cæsar de David Bradley : Marc Antoine
- 1950 : La Main qui venge (Dark City) de William Dieterle : (VF: Alain Nobis) Danny Haley
- 1952 : Sous le plus grand chapiteau du monde (The Greatest Show on Earth) de Cecil B. DeMille : (VF: Jean Davis) : Brad Braden
- 1952 : Le Fils de Géronimo (The Savage) de George Marshall : (VF: Jean Davis) Jim Ahern/Cœur vaillant
- 1952 : La Furie du désir (Ruby Gentry) de King Vidor : (VF: Jacques Erwin) Paul/Boake Tackman
- 1952 : Le Général invincible (The President's Lady) d'Henry Levin : le président (VF: Jean Davis) Andrew Jackson
- 1953 : Quand la marabunta gronde (The Naked Jungle) de Byron Haskin : (VF: Raymond Loyer) Christophe Leiningen
- 1953 : Le Sorcier du Rio Grande (Arrowhead) de Charles Marquis Warren : (VF: Raymond Loyer) Ed Bannon
- 1953 : Éternels Ennemis (Bad for Each Other) d'Irving Rapper : (VF: Raymond Loyer) le Dr Tom Owen
- 1953 : Le Triomphe de Buffalo Bill (Pony Express) de Jerry Hopper : (VF: Raymond Loyer) Buffalo Bill
- 1954 : Le Secret des Incas (Secret of the Incas) de Jerry Hopper : (VF: Raymond Loyer)  Harry Steel
- 1955 : Une femme extraordinaire (Lucy Gallant) de Robert Parrish : (VF: Jean-Claude Michel) Casey Cole
- 1955 : La Guerre privée du major Benson (The Private War of Major Benson) de Jerry Hopper : (VG:: Michel Gudin) Le major Bernard R. « Barney » Benson
- 1955 : Horizons lointains (The Far Horizons) de Rudolph Maté : (VF: Raymond Loyer) William Clark
- 1956 : Terre sans pardon (Three Violent People) de Rudolph Maté : (VF: Jean Davy) le capitaine Colt Saunders
- 1956 : Les Dix Commandements (The Ten Commandments) de Cecil B. DeMille : (VF: Jean Davy) Moïse
- 1958 : La Soif du mal (Touch of Evil) d'Orson Welles : (VF: Jean-Claude Michel) Ramon Miguel « Mike » Vargas
- 1958 : Les Grands Espaces (The Big Country) de William Wyler : (VF: Claude Bertrand) Steve Leech
- 1958 : Les Boucaniers (The Buccaneer) d'Anthony Quinn :  (VF: Raymond Loyer) Andrew Jackson
- 1959 : Cargaison dangereuse (The Wreck of the Mary Deare) de Michael Anderson : (VF: rené Arrieu) Sands
- 1959 : Ben-Hur de William Wyler :  (VF: Jean Claude Michel) Judah Ben-Hur

#### Années 1960

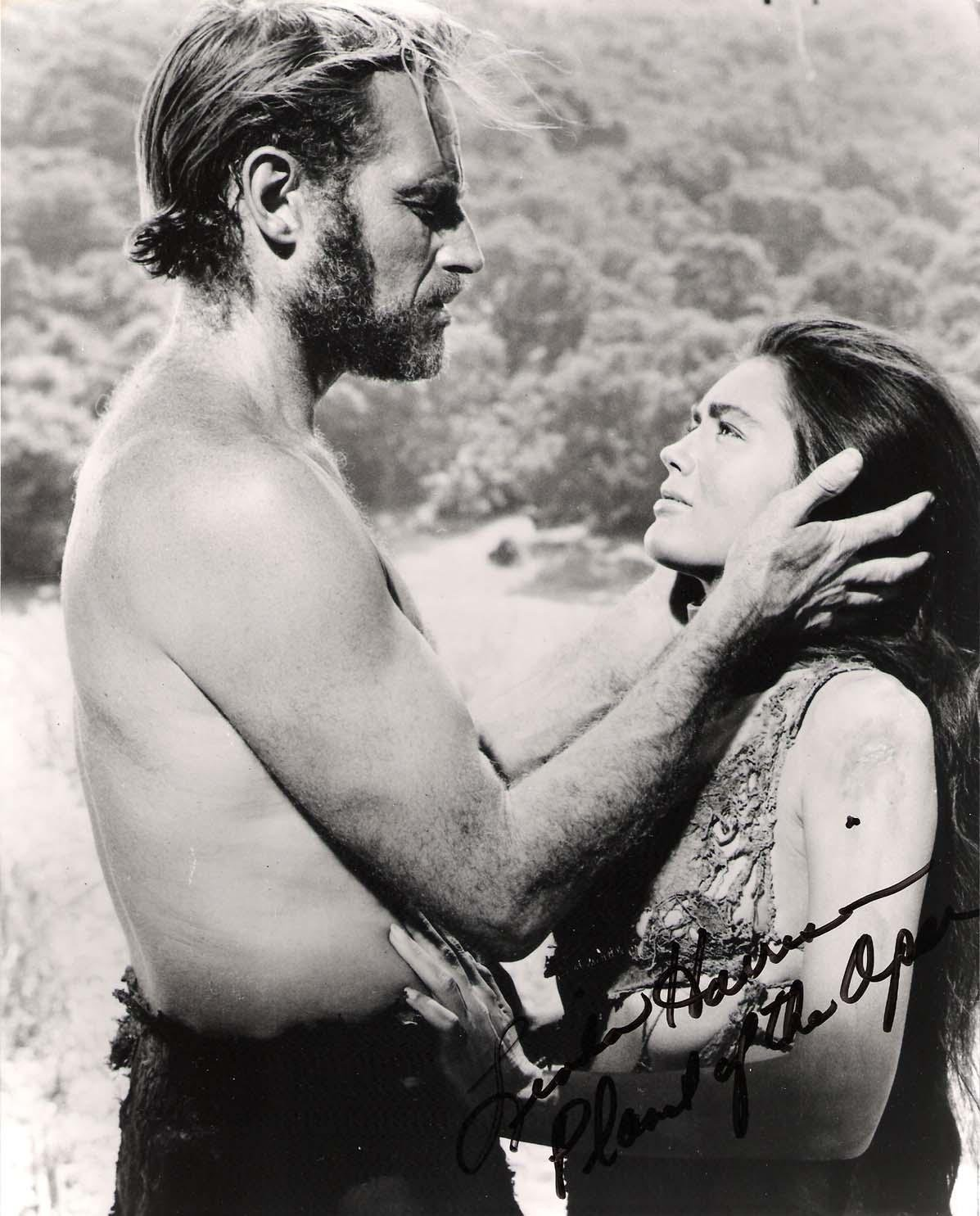
Avec Linda Harrison dans La Planète des singes (1968).

- 1961 : Le Cid (El Cid) d'Anthony Mann : Rodrigo Díaz de Vivar
- 1962 : Le Seigneur d'Hawaii (Diamond Head) de Guy Green : Richard « King » Howland
- 1962 : Le Pigeon qui sauva Rome (The Pigeon That Took Rome) de Melville Shavelson : le capitaine Paul MacDougall/Benny the Snatch/narrateu
- 1963 : Les 55 jours de Pékin (55 Days at Peking) d'Andrew Marton : le major Matt Lewis
- 1964 : Major Dundee de Sam Peckinpah : le major Amos Charles Dundee
- 1964 : La Plus Grande Histoire jamais contée (The Greatest Story Ever Told), de George Stevens : Jean le Baptiste
- 1965 : L'Extase et l'Agonie (The Agony and the Ecstasy) de Carol Reed : Michel-Ange
- 1965 : Le Seigneur de la guerre (The War Lord) de Franklin J. Schaffner : Chrysagon de la Cruex
- 1966 : Khartoum de Basil Dearden : Gordon Pacha
- 1967 : La Symphonie des héros (Counterpoint) de Ralph Nelson : Lionel Evans
- 1968 : Will Penny, le solitaire (Will Penny) de Tom Gries : Will Penny
- 1968 : La Planète des singes (Planet of the Apes) de Franklin J. Schaffner : le capitaine George Taylor
- 1969 : Number one de Tom Gries : Ron « Cat » Catlan

#### Années 1970
- 1970 : Jules César (Julius Cæsar) de Stuart Burge : Marc Antoine
- 1970 : Le Maître des îles (The Hawaiians) de Tom Gries : Whipple « Whip » Hoxworth
- 1970 : Le Secret de la planète des singes (Beneath the Planet of the Apes) de Ted Post : le capitaine George Taylor
- 1971 : Le Survivant (The Omega Man) de Boris Sagal : Robert Neville
- 1972 : Antoine et Cléopâtre (Antony and Cleopatra) de Charlton Heston : Marc Antoine
- 1972 : L'Appel de la forêt (The Call of the Wild) de Ken Annakin : John Thornton
- 1972 : Alerte à la bombe (Skyjacked) de John Guillermin : le capitaine Henry « Hank » O'Hara
- 1973 : Les Trois Mousquetaires (The Three Musketeers) de Richard Lester : Richelieu
- 1973 : Soleil vert (Soylent Green) de Richard Fleischer : Robert Thorn
- 1974 : On l'appelait Milady (The Four Musketeers) de Richard Lester : Richelieu
- 1974 : 747 en péril (Airport 1975) de Jack Smight : Alan Murdock
- 1975 : Tremblement de terre (Earthquake) de Mark Robson : Stewart Graff
- 1976 : Un tueur dans la foule (Two-Minute Warning) de Larry Peerce : le capitaine Peter Holly
- 1976 : La Loi de la haine (The Last Hard Men) d'Andrew V. McLaglen : Sam Burgade
- 1976 : La Bataille de Midway (Midway) de Jack Smight : le capitaine Matthew Garth
- 1977 : Le Prince et le Pauvre (Crossed Swords) de Richard Fleischer : le roi Henri VIII
- 1978 : Sauvez le Neptune (Gray Lady Down) de David Greene : le capitaine Paul Blanchard
- 1979 : La Malédiction de la vallée des rois (The Awakening) de Mike Newell : Matthew Corbeck

#### Années 1980
- 1980 : La Fureur sauvage (The Mountain Men) de Richard Lang : Bill Tyler
- 1982 : La Fièvre de l'or (Mother Lode) de Charlton Heston : Silas McGee/Ian McGee
- 1983 : Chiefs (en) (mini-série télévisée) : Hugh Holmes
- 1984 : Sale affaire à Nairobi (Nairobi Affair) de Marvin J. Chomsky (téléfilm) : Lee Cahill
- 1984 : Seule face au crime (Original Sin) de Ron Satlof (téléfilm) : Louis Mancini
- 1985 : Dynastie (Dynasty) (série télévisée, 3 épisodes) : Jason Colby
- 1985 - 1987 : Dynastie 2 : Les Colby (Dynasty II: The Colbys) (série télévisée, saisons 1 et 2) : Jason Colby
- 1987 : Proud Men de William A. Graham (téléfilm) : Charley MacLeod Sr
- 1987 : The Dame Edna Experience (en) (série télévisée, 1 épisode) : Chuck (non crédité)
- 1987 : The Two Ronnies (en) (série télévisée, 1 épisode) : un client du bar
- 1987 : Christmas Night with the Two Ronnies (émission spéciale)
- 1988 : Un homme pour l'éternité (en) (A Man for All Seasons) de Charlton Heston (téléfilm) : Thomas More

#### Années 1990
- 1990 : L'Île au trésor (Treasure Island) de Fraser Clarke Heston (téléfilm) : Long John Silver
- 1990 : Solar Crisis de Richard C. Sarafian : l'amiral « Skeet » Kelso
- 1990 : Le Secret des deux orphelins (en) (The Little Kidnappers) de Donald Shebib (téléfilm) : James MacKenzie
- 1990 : Un ange... ou presque (Almost an Angel) : Dieu (non crédité)
- 1991 : Sherlock Holmes et la croix de sang (The Crucifer of Blood) de Fraser Clarke Heston (téléfilm) : Sherlock Holmes
- 1992 : Des héros par milliers (en) (Crash Landing: The Rescue of Flight 232) de Lamont Johnson (téléfilm) : le capitaine Al Haynes
- 1992 : Gengis Khan de Richard C. Sarafian (inachevé) : Togrul
- 1993 : Wayne's World 2 de Stephen Surjik : l'acteur de remplacement
- 1993 : Tombstone de George Pan Cosmatos : Henri Hooker
- 1993 : SeaQuest, police des mers (SeaQuest DSV) (série télévisée, 1 épisode) : Abalon
- 1993 : Amour, Gloire et Beauté (The Bold and the Beautiful) (série télévisée, 7 épisodes) : lui-même
- 1994 : A Century of Cinema de Caroline Thomas (documentaire) : lui-même
- 1994 : True Lies de James Cameron : Spencer Trilby
- 1994 : Texas de Richard Lang (téléfilm) : le narrateur
- 1995 : L'Antre de la folie (In the Mouth of Madness) de John Carpenter : Jackson Harglow
- 1995 : L'Ange de la vengeance (The Avenging Angel) de Craig R. Baxley (téléfilm) : Brigham Young
- 1996 : Alaska de Fraser Clarke Heston : Perry
- 1996 : Hamlet de Kenneth Branagh : l'acteur jouant le rôle du roi dans la pièce
- 1996 : Lord Protector (The Dark Mist) de Ryan Carroll : le narrateur
- 1997 : Friends (série télévisée, saison 4 épisode 14) : lui-même
- 1998 : Armageddon de Michael Bay : le narrateur
- 1999 : Gideon (en) de Claudia Hoover : Addison Sinclair
- 1999 : L'Enfer du dimanche (Any Given Sunday) d'Oliver Stone : le commissaire de l'AFFA
- 1999 : Camino de Santiago : Le professeur Marcelo Rinadi

#### Années 2000
- 2000 : Au-delà du réel : L'aventure continue (The Outer Limits) (série télévisée, saison 6, épisodes 21 et 22) : le juge Haden Wainwright
- 2001 : Potins mondains et Amnésies partielles (Town & Country) de Peter Chelsom : le père d'Eugénie
- 2001 : Comme chiens et chats (Cats & Dogs), de Lawrence Guterman : le narrateur
- 2001 : La Planète des singes (Planet of the Apes) de Tim Burton : Zaius
- 2001 : The Order de Sheldon Lettich : le professeur Walter Finley
- 2002 : Papa Alguem 5555 (My Father, Rua Alguem 5555) d'Egidio Eronico (de) : Josef Mengele

### Réalisateur

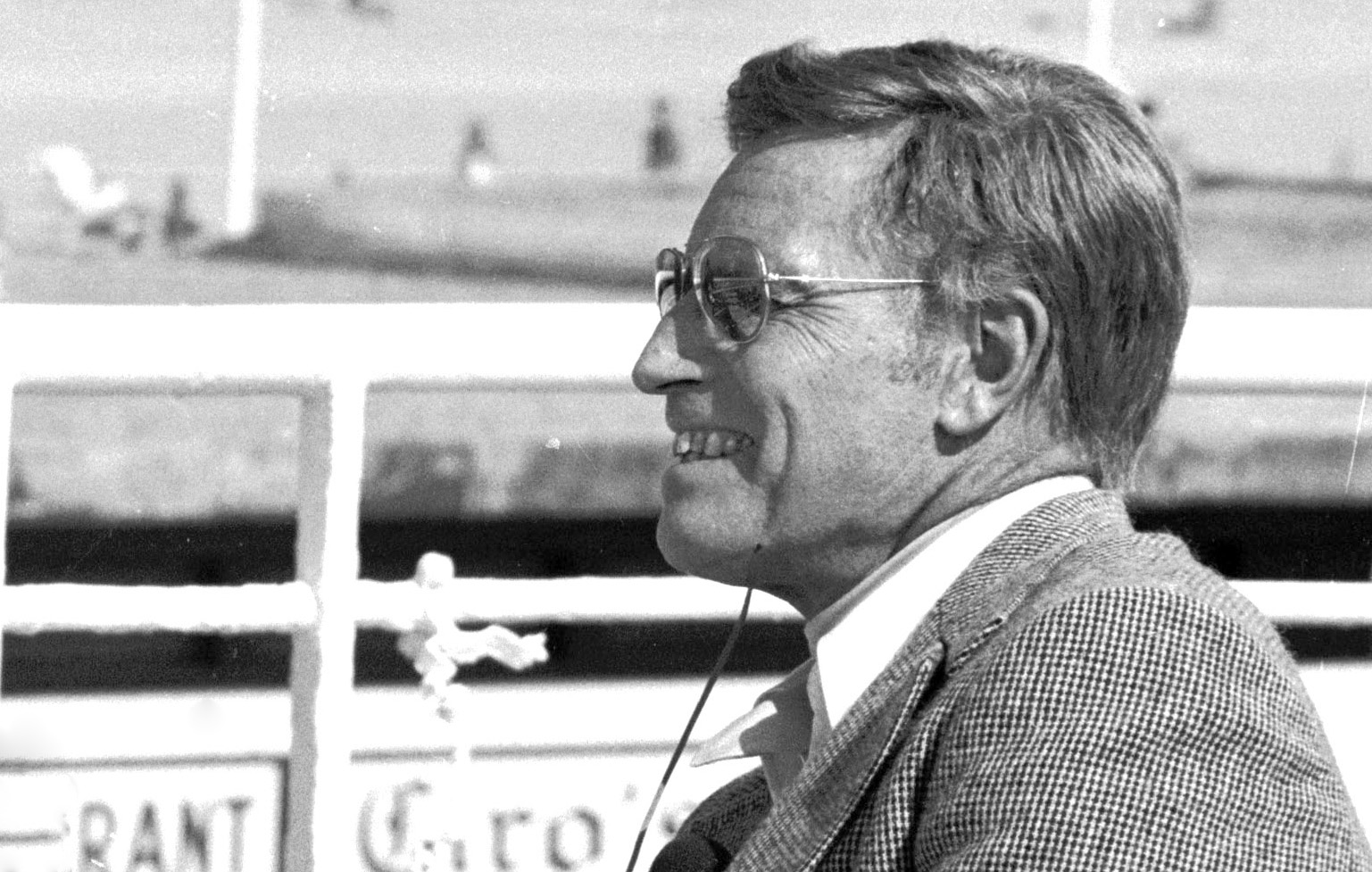
Charlton Heston au Festival du cinéma américain de Deauville en 1982.

- 1972 : Antoine et Cléopâtre (Antony and Cleopatra)
- 1982 : La Fièvre de l'or (Mother Lode)
- 1988 : Un homme pour l'éternité (en) (A Man for All Seasons) (téléfilm)

### Scénariste
- 1972 : Antoine et Cléopâtre (Antony and Cleopatra)

### Doublage
- 1997 : Hercule (Hercules) de John Musker et Ron Clements : le narrateur (voix)
- 2003 : Ben-Hur de William R. Kowalchuk : Judah Ben-Hur (voix)

## Distinctions

### Récompenses
- Photoplay Awards 1952 : meilleure performance masculine pour Sous le plus grand chapiteau du monde
- Golden Apple Awards 1956 : Lauréat du Prix de l'acteur le plus coopératif
- Laurel Awards 1957 : meilleure performance masculine dramatique pour Les Dix Commandements
- Fotogramas de Plata 1960 : meilleure performance masculine dramatique pour Les Dix Commandements
- Oscars 1960 : Meilleur acteur pour Ben-Hur
- 1961 David di Donatello Awards : Meilleur acteur étranger pour Ben-Hur
- Golden Globes 1962 : Henrietta Award de l’acteur préféré de l'année
- Bambi Awards 1963 : meilleur acteur pour Le Pigeon qui sauva Rome
- Golden Globes 1967 : Cecil B. DeMille Award pour l'ensemble de sa carrière
- Western Heritage Awards 1969 : meilleur acteur dans un western pour Will Penny, le solitaire
- Screen Actors Guild Awards 1972 : Screen Actors Guild Life Achievement Award pour l'ensemble de sa carrière
- Saturn Awards 1975 : Trophée Special Award.
- Oscars 1978 : Trophée Jean Hersholt Humanitarian Award pour son engagement humanitaire
- ShoWest Convention 1984 : Prix pour l'ensemble de sa carrière
- The Kennedy Center Honors 1997 : Prix pour l'ensemble de sa carrière
- MTV Movie + TV Awards 2001 : meilleur caméo pour La Planète des singes
- Long Beach International Film Festival 2003 : Prix pour l'ensemble de sa carrière
- Western Heritage Awards 2010 : Prix Hall of Great Western Performers.

### Nominations
- Golden Globes 1957 : Meilleur acteur pour Les Dix Commandements
- Golden Globes 1960 : Meilleur acteur pour Ben-Hur
- Laurel Awards 1960 : meilleure performance masculine dramatique pour Ben-Hur
- Golden Globes 1962 : Meilleur acteur pour Le Pigeon qui sauva Rome

### Décorations

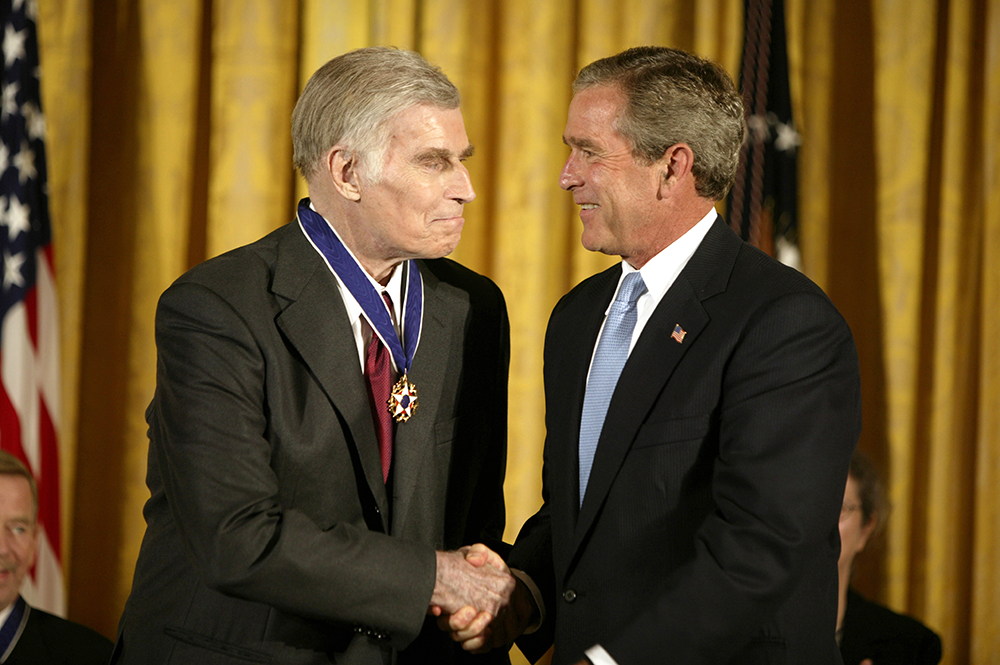
Charlton Heston recevant la médaille présidentielle de la Liberté, remise par le président des États-Unis George W. Bush en 2003.

- Commandeur de l'ordre des Arts et des Lettres (1997}[20].
- Médaille présidentielle de la Liberté (2003)

## Répliques
- Dans le fameux plan-séquence du début du film La Soif du mal d'Orson Welles, Charlton Heston lance à Janet Leigh, qui joue le rôle de sa jeune épouse : « Do you realize I haven't kissed you in over an hour? » (« Tu te rends compte que ça fait plus d'une heure que je ne t'ai pas embrassée ? »).
- Les derniers mots de Judah Ben Hur dans le film homonyme de William Wyler restent très présents dans la culture de tradition chrétienne[réf. nécessaire] : « Juste au moment de sa mort, je l'ai entendu dire : "Mon Père, pardonnez-leur car ils ne savent ce qu'ils font" et, au son de sa voix, tout esprit de haine m'a abandonné ».

## Dans la culture populaire
- Dans la bande dessinée « Qui a tué le Président ? » de la série uchronique Jour J, Charlton Heston est incarné en tant que vice-président des États-Unis. À la suite de l’assassinat de Richard Nixon, il devient président[21].

## Voix françaises
En France, Raymond Loyer et Jean-Claude Michel furent les deux voix régulières en alternance de Charlton Heston. Parmi les autres comédiens ayant doublé occasionnellement l'acteur, figuraient Jean Davy, René Arrieu, Georges Aminel, Michel Gatineau ou encore Marc Cassot.
Par ailleurs en 1960, Charlton Heston avait écrit une lettre à Jean-Claude Michel pour le féliciter de son travail de doublage sur le film Ben-Hur après la projection française de gala donnée au Gaumont Palace à Paris.